# Заросляк малий
Заросляк малий (Atlapetes leucopterus) — вид горобцеподібних птахів родини Passerellidae. Мешкає в Еквадорі і Перу.

## Підвиди
Виділяють три підвиди:
- A. l. leucopterus (Jardine, 1856) — західний Еквадор;
- A. l. dresseri (Taczanowski, 1883) — південно-західний Еквадор, північно-західне Перу;
- A. l. paynteri Fitzpatrick, 1980	 — північне Перу.

## Поширення і екологія
Малі заросляки мешкають в вологих гірських тропічних лісах і чагарниках Анд, на висоті від 1000 до 2500 м над рівнем моря.